# Matematicheskiĭ Sbornik
Matematicheskiĭ Sbornik (en russe russe : Математический сборник, abrégé en Mat. Sb.) est une revue mathématique russe à évaluation par les pairs fondée par la Société mathématique de Moscou en 1866. C'est le plus ancien journal mathématique russe encore existant.

## Historique du titre
La revue russe s'appelait Matematicheskiĭ Sbornik. Novaya Seriya entre 1942 et 1988. Elle même était précédée de Recueil Mathématique. Nouvelle Série (1936-1941), qui s'appelait auparavant Recueil Mathématique. (1914-1935).
Un autre nom, Sovetskii Matematiceskii Sbornik, est mentionné mais n'a jamais été utilisé.
La traduction anglaise s'intitule, depuis 1995, Sbornik: Mathematics.

## Rédacteurs en chef

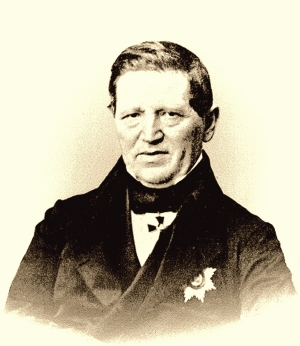
Nikolai Brashman.

Le premier rédacteur en chef du journal a été Nikolai Brashman (en) qui est mort avant la parution du premier numéro (qui lui est dédié). Son actuel rédacteur en chef (en 2020) est Boris Kashin.

## Traduction anglaise
- De 1967 à 1993, la version en anglais (volumes 1-74) est intitulée Mathematics of the USSR. Sbornik  (ISSN 0025-5734).
- Depuis 1993 (volumes 75-) elle est intitulée Sbornik. Mathematics et abrégée en Sb. Math.  (ISSN 1064-5616).
- À partir de 1995, la traduction est publiée conjointement par la London Mathematical Society[7], et l’Académie des sciences de Russie. La numérotation des volumes suit désormais celle de la revue originale Matematicheskii Sbornik.

## Articles notables
Parmi les articles notables publiés dans les Matematicheskii Sbornik il y a :
- (ru) С. Соболев (trad. On a theorem of functional analysis), « Об одной теореме функционального анализа », Mat. Sb., vol. 4,‎ 1938, p. 471–497 (lire en ligne). Traduit dans Transl. Amer. Math. Soc. 34 (2): 39–68, 1963. Cet article, de Sergueï Sobolev introduit les espaces de Sobolev et les inégalités de Sobolev. En 2009, Laurent Saloff-Coste écrit que « peu d'articles se sont révélés aussi influents et importants »[8]
- (en) S. N. Kruzhkov, « First order quasilinear equations in several independent variables », Mat. Sb. (N.S.), vol. 81 (123), no 2,‎ 1970, p. 228–255. — cité 550 fois
- G. S. Makanin, « The problem of solvability of equations in a free semigroup », Mat. Sb. (N.S.), vol. 103 (145), no 2 (6),‎ 1977, p. 147–236. — cité 116 fois
- (en) V. A. Marchenko et L. A. Pastur, « Distribution of eigenvalues for some sets of random matrices », Mat. Sb. (N.S.), vol. 72(114), no 4),‎ 1977, p. 507–536. — cité 331 fois

## Impact
En 2018, le facteur d'impact de Sb. Math. in Journal Citation Reports est 1,057. Le site de la revue mathnet.ru donne comme facteur d'impact pour la version russe 1,089 en 2018.